# NGC 1159
NGC 1159 је лентикуларна галаксија у сазвежђу Персеј која се налази на NGC листи објеката дубоког неба.
Деклинација објекта је + 43° 9' 46" а ректасцензија 3h 0m 46,4s. Привидна величина (магнитуда) објекта NGC 1159 износи 13,4 а фотографска магнитуда 14,4. NGC 1159 је још познат и под ознакама UGC 2467, CGCG 540-23, IRAS 02575+4257, PGC 11383.